# Parker MacDonald
Parker MacDonald (Sydney, Új-Skócia, 1933. június 14. – Northford, Connecticut, USA, 2017. augusztus 17.) kanadai jégkorongozó, edző.

## Pályafutása
1949 és 1969 között volt aktív jégkorongozó. Az NHL-ben 1952 és 1969 között játszott öt csapatban, összesen 676 alkalommal. A Toronto Maple Leafs színeiben kettő, a New York Rangers-szel három, a Detroit Red Wings-szel hét, a Boston Bruins csapatával egy, a Minnesota North Stars-szal két idényen át játszott az NHL-ben.
1980 és 1982 között a Los Angeles Kings edzője volt. Az első idényben segédedzőként, a következő idényben a csapat vezetőedzőjeként tevékenykedett.